# Fulvetta
Fulvetta is een geslacht van zangvogels uit de familie Paradoxornithidae (diksnavelmezen).

## Soorten
Het geslacht kent de volgende acht soorten:
- Fulvetta cinereiceps  – Grijskopfulvetta
- Fulvetta danisi  – Danis' fulvetta
- Fulvetta formosana  – Taiwanfulvetta
- Fulvetta ludlowi  – Bruinkeelfulvetta
- Fulvetta manipurensis  – Streepkeelfulvetta
- Fulvetta ruficapilla  – Brilfulvetta
- Fulvetta striaticollis  – Chinese fulvetta
- Fulvetta vinipectus  – Witbrauwfulvetta